# Ämnesomsättningssjukdomar
Ämnesomsättningssjukdomar eller metabola sjukdomar, avser en grupp sjukdomar som orsakas av en störning av ämnesomsättningens (metabolismen) essentiella nutrienter, såsom aminosyror, kolhydrater och lipider.
ICD-10 för ämnesomsättningssjukdomarna till samma sjukdomsklass som endokrina sjukdomar och näringsrubbningar, E00-E90. Medan näringsrubbningar ofta är beroende av kosthållning och endokrina sjukdomar beroende av dysfunktionella hormonkörtlar, är många ämnesomsättningssjukdomar medfödda. De kan dock få lika omfattande konsekvenser som de båda andra, och påverka fysiologi och psykisk hälsa.
Till ämnesomsättningssjukdomar förs sjukdomar som handlar om omsättningen av näringsämnen, däribland vissa matallergier och överkänsligheter som laktosintolerans, störningar i glykolysen (diabetes beror istället på störda hormonkörtlar), ureacykeln, proteinsyntesen, fettomsättningen, samt omsättningen av aminosyror, puriner, porfyriner och kolhydrater. Vissa brister av vitaminer och mineraler beror på att kroppen inte förmår omsätta spårämnena, och i dessa fall räknas bristsjukdomarna som ämnesomsättningssjukdomar.
Ämnesomsättningssjukdomarna kan bero på problem med att producera näringsämnen (som vid fenylketonuri), med att transportera substanser i kroppen, på att tillgodogöra sig dem, eller med att utsöndra dem. Problemen kan bero på enzymatiska störningar.
Albinism, porfyri och cystisk fibros är några ämnesomsättningssjukdomar. Sköldkörtelsjukdomar som hypotyreos och giftstruma påverkar ämnesomsättningen totalt sett, men beror på problem i sköldkörteln, och räknas därför som endokrina sjukdomar.